# Царе на Спарта
Списък на царете на Спарта

## Легендарни царе отмитологията
- Лелекс (Lelex), 15 век пр.н.е., от Лакония, първият цар на Спарта
- Милес (Myles), 15 век пр.н.е., най-старият син на Лелекс и наядата Клеохарея
- Еврот (Eurotas), 15 век пр.н.е., жени се за Клета и баща на Спарта
- Лакедемон, 14 век пр.н.е., съпруг на Спарта
- Амикъл (Amyklas), 14 век пр.н.е., син на Лакедемон и Спарта
- Аргал (Argalos), 14 век пр.н.е.
- Кинорт (Kynortas), 13 век пр.н.е.
- Периер (Perieres), 13 век пр.н.е.
- Ойбал (Oibalos), 13 век пр.н.е.
- Тиндарей (Tyndareos), (1. Царствен период) 13 век пр.н.е., баща на Хубавата Елена
- Хипокоон (Hippokoon), 13 век пр.н.е.
- Тиндарей (Tyndareos), (2. Царствен период) 13 век пр.н.е.
- Менелай (Menelaos), 12 век пр.н.е., съпруг на Хубавата Елена и по-младия брат на Агамемнон
- Орест (Orestes), 12 век пр.н.е., син на Агамемнон и Клитемнестра
- Тисамен (Teisamenos), 12 век пр.н.е., син на Орест и Хермиона (дъщеря на Менелай и Елена)

Според Диодор 328 години преди първите Олимпийски игри (776 пр.н.е.) или през 1104 пр.н.е. Хераклидите се връщат на Пелопонес. Те завладяват и Спарта.

## Династия наАгидите(Agiaden)
- ок. 1103 – 1061 пр.н.е. Евристен (Eurysthenes)
- ок. 1061 – 1059 пр.н.е. Агис I (Agis I.)
- ок. 1059 – 1025 пр.н.е. Ехестрат (Echestratos)
- ок. 1025 – 988 пр.н.е. Лабот (Labotas), (Leobotes)
- ок. 988 – 959 пр.н.е. Дорис (Doryssos)
- ок. 959 – 929 пр.н.е. Агесилай I (Agesilayos I.), (Hegesilaos)
- ок. 929 – 885 пр.н.е. Менелай (Menelaos)
- ок. 885 – 825 пр.н.е. Архелай (Archelaos)
- ок. 825 – 785 пр.н.е. Телекло (Teleklos)
- ок. 785 – 739 пр.н.е. Алкамен (Alkamenes)
- ок. 739 – 714 пр.н.е. Полидор (Polydoros)
- ок. 714 – 690 пр.н.е. Еврикрат (Eurykrates)
- ок. 690 – 650 пр.н.е. Анаксандър (Anaxandros)
- ок. 650 – 600 пр.н.е. Еврикратид (Eurykratidas), (Eurykrates II.)
- ок. 600 – 560 пр.н.е. Леон (Leon)
- ок. 560 – 520 пр.н.е. Анаксандрид II (Anaxandridas), (Anaxandridas II.)
- ок. 520 – 490 пр.н.е. Клеомен I (Kleomenes I.)
- 490 – 480 пр.н.е. Леонид I (Leonidas I.)
- 480 – 458 пр.н.е. Плейстарх (Pleistarchos)
- 458 – 445 пр.н.е. Плейстоанакт (1. Царствен период) (Pleistoanax)
- 445 – 426 пр.н.е. Павзаний II (1. Царствен период) (Pausanias)
- 426 – 408 пр.н.е. Плейстоанакт (2. Царствен период) (Pleistoanax)
- 408 – 395 пр.н.е. Павзаний II (Спарта (2. Царствен период) (Pausanias)
- 395 – 380 пр.н.е. Агесиполид I (Agesipolis I.)
- 380 – 371 пр.н.е. Клеомброт I (Kleombrotos I.)
- 371 – 370 пр.н.е. Агесиполид II (Agesipolis II.)
- 370 – 309 пр.н.е. Клеомен II (Kleomenes II.)
- 309/08 – 265 пр.н.е. Арей I (Areus I.)
- 265 – 262 пр.н.е. Акротат II (Akrotatos II.)
- 262 – 254 пр.н.е. Арей II (Areus II.)
- 254 – 242 пр.н.е. Леонид II (1. Царствен период) (Leonidas II.)
- 242 – 241 пр.н.е. Клеомброт II (Kleombrotos II.)
- 241 – 235 пр.н.е. Леонид II (2. Царствен период) (Leonidas II.)
- 235 – 222 пр.н.е. Клеомен III (Kleomenes III.)
- 219 – 215 пр.н.е. Агесиполид III (Agesipolis III.)

## Династия наЕврипонтидите(Eurypontide)
- ок. 1103 – 1062 пр.н.е. Прокъл (Prokles)
- ок. 1062 – 1023 пр.н.е. Соос (Soos) (крал?)
- ок. 1023 – 979 пр.н.е. Еврипон (Eurypon)
- ок. 979 – 930 пр.н.е. Пританис (Prytanis)
- 930 – 885 пр.н.е. Евном (Eunomos)
- ок. 885 – 865 пр.н.е. Полидект (Polydektes)
- ок. 865 – 804 пр.н.е. Харилай (Charillos), (Charilaos)
- ок. 804 – 765 пр.н.е. Никандър (Nikandros)
- ок. 765 – 719 пр.н.е. Теопомп (Theopompos)
- ок. 719 – 675 пр.н.е. Зевксидам (Zeuxidamos)
- ок. 675 – 635 пр.н.е. Анаксидам (Anaxidamos)
- ок. 635 – 595 пр.н.е. Архидам I (Archidamos I.)
- ок. 595 – 560 пр.н.е. Агазиклей (Agasikles)
- ок. 560 – 510 пр.н.е. Аристон (Ariston)
- ок. 510 – 491 пр.н.е. Демарат (Damaratos), (йонийски Demaratos)
- 491 – 469 пр.н.е. Леотихид II (Leotychidas II.), (дорийски Latychidas)
- 469 – 427 пр.н.е. Архидам II (Archidamos II.)
- 427 – 400 пр.н.е. Агис II (Agis II.)
- 400 – 399 пр.н.е. Леотйхид III (Leotychidas III.), (дорийски Latychidas)
- 399 – 360 пр.н.е. Агезилай II (Agesilaos II.)
- 360 – 336 пр.н.е. Архидам III (Archidamos III.)
- 338 – 331 пр.н.е. Агис III (Agis III.)
- 331 – 305 пр.н.е. Евдамид I (Eudamidas I.)
- 305–ок. 275 пр.н.е. Архидам IV (Archidamos IV.)
- ок. 275 – 244 пр.н.е. Евдамид II (Eudamidas II.)
- 244 – 241 пр.н.е. Агис IV (Agis IV.)
- 241 – 228 пр.н.е. Евдамид III (Eudamidas III.), (Eurydamidas)
- 228 – 227 пр.н.е. Архидам V (Archidamos V.)
- 227 – 222 пр.н.е. Евклеидей (Eukleidas)
- 219 – 211 пр.н.е. Ликург (Lykurgos)
- 211 – 207 пр.н.е. Маханид (Machanidas), (като Тиран)
- 211 – 207 пр.н.е. Пелопс (Pelops)
- 207 – 192 пр.н.е. Набис (Nabis)